# Mimi Moro
Amalia Mascarello Moro, mais conhecida como Dona Mimi Moro, (Flores da Cunha, 21 de outubro de 1894 — Porto Alegre, 18 de março de 1977) foi uma gastrônoma, cozinheira e apresentadora de televisão brasileira.
Sua educação foi orientada visando prepará-la para as funções de mãe de família e dona de casa, tendo iniciado aos dez anos de idade seu aprendizado no preparo de alimentos.
Veio a residir em Porto Alegre no ano de 1930 e, durante mais de trinta anos, dedicou-se à feitura de rendas e trabalhos de agulha, mas sem deixar de manter um vivo interesse pelas atividades ligadas à culinária.
Fazendo parte do grupo que dirigia a creche da Paróquia Nossa Senhora Auxiliadora (Porto Alegre), foi solicitada a dar aulas de arte culinária. Os dois primeiros cursos foram feitos em benefício da creche, sendo as aulas ministradas numa sala próxima à igreja.
Em breve sua reputação como professora e o seu vasto conhecimento de inúmeras variedades de pratos espalhou-se por Porto Alegre. Em 1959 foi convidada a lecionar arte culinária na TV Piratini, no programa intitulado Variedades Geral. Logo após, ganhou um programa próprio chamado Cozinhando com Dona Mimi.
Uma das curiosidades desta mestra da arte culinária foi, após assistir uma telenovela na década de 1970, solicitar à produção do seu programa uma cadeira, mesa, prato e talheres para dar lições de etiqueta no ar, a fim de informar como se portar com civilidade na mesa e na telinha também. Para ela, antes de tudo, a televisão tinha a função de educar.
Escreveu diversos livros de culinária, entre eles 400 receitas práticas de Dona Mimi Moro e 300 receitas de Dona Mimi.
Dona Mimi faleceu no meio da década de 1970 e, após o seu falecimento, os moradores de Porto Alegre não esqueceram da sua "primeira dama" na arte de cozinhar, dando o seu nome a uma rua da cidade.